# Pas de Diàtlov
El pas de Diàtlov és un vessant de la muntanya Kholat Syakhl, als monts Urals del nord, conegut amb eixe nom per la mort de nou membres d'una expedició dirigida per Igor Diàtlov l'any 1959.
L'expedició de Diàtlov, amb deu estudiants —dos dones i huit hòmens— de l'Institut Politècnic dels Urals d'Sverdlovsk, partí el 27 de gener de la pica de Kholattxakhl (en rus: Холатча́хль, que significa «muntanya morta» en llenguatge mansi) en direcció a una altra muntanya, Gora Otorten («no aneu allí»): atrapats en una tempesta de neu, el 2 de febrer acamparen al vessant occidental del Kholat Syakhl; per causes mai esclarides, el grup abandonà la tenda i tots moriren d'hipotèrmia la mateixa nit; els cossos varen ser trobats en diferents llocs fins a un quilòmetre i mig de distància de la tenda, alguns despullats, amb traumatismes o mutilats, i amb signes de radiació, la qual cosa ha donat lloc a tot tipus d'especulacions tant científiques com paranormals.
L'únic supervivent del grup de deu, Iuri Iudin, que havia abandonat l'expedició uns dies abans, va morir l'any 2013.
El fet que tots els integrants de l'expedició eren muntanyers experimentats, amb edats compreses entre els vint i els vint-i-quatre anys —amb l'excepció de Semion Zolotàriov, de trenta-huit anys— i una altra sèrie de causes fa difícil trobar una explicació senzilla a l'incident, ja que aparentment el grup eixí de la tenda tallant la tela, a mitjan nit i, malgrat una temperatura exterior d'almenys setze graus davall zero, sense algunes peces de roba —Zolotàriov, per exemple, aparegué quasi despullat però amb la seua màquina de retratar—; els cadàvers foren trobats, amb mesos de diferència, en grups separats i en diferents estats −alguns amb traumatismes interns i altres desfigurats o amb les mans mutilades− i amb alts nivells de radioactivat tant al lloc com en els cadàvers, dels quals alguns testimonis presents al funeral asseguren haver-ne notat els efectes.
L'any 2020, el govern rus feu una conferència de premsa per a explicar que la causa plausible de l'incident fon la climatologia adversa: el grup tingué d'escapar de la tenda per una allau i, en acabant, amb una visibilitat de només setze metres i amb temperatures que poden baixar fins a -45°, no aconseguiren trobar el campament i moriren congelats, alguns d'ells al voltant d'una foguera improvisada.